# 폴 스톨테리
폴 앤드루 스톨테리(영어: Paul Andrew Stalteri, 1977년 10월 18일~)는 캐나다의 은퇴한 축구 선수로 현역 시절 포지션은 수비수 겸 미드필더였으며 현재 캐나다 축구 국가대표팀의 수석 코치로 재직 중이다.

## 선수 시절

### 클럽
1997년 당시 USL 퍼스트 디비전 소속팀이던 토론토 링크스 입단을 통해 선수 생활을 시작하여 16경기 7골을 기록했고 이후 1998년 독일 분데스리가의 SV 베르더 브레멘으로 이적하여 2005년까지 7년동안 팀의 주전으로 통산 151경기 6골을 기록하며 2001년 DFB-할렌포칼 준우승, 분데스리가 2004-05 우승, 2003-04 독일 포칼컵 우승, 2004년 DFL-리가포칼 준우승 등에 크게 기여했다.
이후 2005년부터 2008년까지 잉글랜드 프리미어리그의 토트넘 홋스퍼와 풀럼 FC에서 55경기 5골을 기록했고 그 뒤 2009년 독일로 돌아와 보루시아 묀헨글라트바흐에서 19경기를 소화했으며 2009 시즌 이후 프로 통산 241경기 16골의 기록을 남기고 12년간의 프로 선수 생활을 마무리했다.

### 국가대표팀
1997년 8월 17일 이란과의 친선 경기에서 국제 A매치 데뷔전을 가진 이후 1999년 6월 2일 과테말라와의 캐나다컵 1차전에서 A매치 데뷔골을 신고했다.
그리고 이듬해에 열린 2000년 CONCACAF 골드컵 본선에 참가하여 캐나다의 통산 골드컵 2번째 우승에 일조했고 2002년 CONCACAF 골드컵 본선에도 참가하여 팀의 4강 진출에 이바지했으며 2003년 CONCACAF 골드컵 본선에도 출전하여 코스타리카와의 D조 조별리그 1차전에서 결승골을 터뜨리며 팀의 1-0 승리에 기여했으나 팀은 이후 쿠바에게 0-2로 패했고 이어 코스타리카가 쿠바를 3-0으로 완파하면서 조 최하위로 8강 진출이 무산되고 말았다.
그 뒤 2007년 CONCACAF 골드컵에서는 캐나다 대표팀의 주장을 맡아 팀의 4강 진출을 이끌었으며 2010년 A매치 통산 84경기 7골의 기록을 남기며 당시 캐나다 대표팀 내의 역대 A매치 최다 출장 기록을 경신했고 물론 이 기록은 2015년 애티바 허친슨과 줄리언 드 거즈먼에 의해 깨졌으나 2017년 5월 캐나다 축구 명예의 전당에 헌액되는 영예를 안았다.